# سیارک ۱۳۰۲۴
سیارک ۱۳۰۲۴ (به انگلیسی: 13024 Conradferdinand، نامگذاری:1989AJ6) سیزده هزار و بیست و چهارمین سیارک کشف شده‌است که در ۱۱ ژانویه ۱۹۸۹ کشف شد.
قدر مطلق سیارک برابر ۱۴٫۰۰ است.